# Vito Quiles
Vito Quiles, né en 2000 à Elche (province d'Alicante), est un  militant politique d'extrême droite espagnol.
Il s'est fait connaître par ses critiques virulentes envers le gouvernement espagnol sur les réseaux sociaux. Il devient ensuite orrespondant parlementaire pour Estado de Alarma (EDA TV) puis attaché de presse d'Alvise Pérez au sein de Se Acabó La Fiesta.
Il co-organise des manifestations contre le Parti socialiste ouvrier espagnol à Madrid en 2023 et est candidat aux élections européennes de 2024. Sa présence au Congrès des députés en tant que journaliste est contestée par la profession en raison de son double rôle de militant politique.

## Biographie

### Origines et études
Vito Zoppellari Quiles naît en 2000 à Elche (province d'Alicante),. Il étudie le journalisme à l'université Complutense de Madrid, mais n'obtient pas de diplôme,.

### Carrière médiatique
Il se fait d'abord remarquer pour ses critiques envers le gouvernement, les personnalités politiques et les journalistes, ainsi que pour sa diffusion de fausses nouvelles sur les réseaux sociaux. Il est correspondant parlementaire pour Estado de Alarma (EDA TV), le média de Javier Negre,. 
En juin 2024, Vito Quiles prétend que le ministre des Transports Óscar Puente aurait mal garé sa voiture officielle lors d'un concert de Taylor Swift à Madrid, ce que Puente conteste. Quiles publie ensuite des photos de la voiture officielle du ministre avec sa plaque d'immatriculation afin d'affirmer la véracité de son accusation. Le ministre lui répond par des propos insultants et le menace de poursuites pour divulgation d'informations relatives à un véhicule policier. Quiles reçoit le soutien du président argentin Javier Milei. 

### Militantisme
Après avoir été embauché comme correspondant parlementaire chez EDA TV, Quiles devient l'attaché de presse d'Alvise Pérez, dirigeant de Se Acabó La Fiesta,.
En novembre 2023, il co-organise avec Alvise Pérez une série de manifestations quotidiennes devant le siège du Parti socialiste ouvrier espagnol à Madrid. Il est arrêté lors de la 18ème mobilisation pour rébellion et outrage à agent,. 
Lors des élections européennes de 2024, il est candidat à la 57e position sur la liste de Se Acabó La Fiesta,. 
Il est positionné à l'extrême droite,,,.

## Affaire judiciaire
En juin 2024, le tribunal d'instruction n°18 de Séville ordonne sa localisation dans le cadre d'une enquête pour injures et calomnies présumées envers Rubén Sánchez (es), secrétaire général de l'organisation de consommateurs Facua,,, Quiles l'ayant accusé sur EDA TV de liens avec un supposé réseau d'extorsion et d'affaires de pédocriminalité,. Quiles comparaît le 25 février 2025 devant le tribunal d'instruction n°18 de Séville dans le cadre de cette affaire.

## Contestations de son accréditation au Congrès des députés
En 2024, la Fédération des associations de journalistes d'Espagne conteste sa présence au Congrès des députés en tant que journaliste, considérant incompatible sa double activité de militant politique et de journaliste.
En mars 2025, Vito Quiles et le polémiste d'extrême droite Bertrand Ndongo sont accusés de perturber les activités quotidiennes des politiciens et journalistes au Congrès par plusieurs partis politiques, qui proposent une réforme du règlement du Congrès, sans le soutien du Parti populaire et de Vox, visant à sanctionner ce type de comportement par la suspension ou la révocation des accréditations.

## Audience
En 2024, il compte plus de 260 000 abonnés sur Twitter/X et 226 000 sur Instagram.